# Gare de Valenciennes-Faubourg-de-Paris
Gare de Valenciennes-Faubourg-de-Paris vasútállomás Franciaországban, Valenciennes településen.

## Vasútvonalak
Az állomást az alábbi vasútvonalak érintik:
- Fives-Hirson-vasútvonal
- Lourches-Valenciennes-vasútvonal

## Kapcsolódó állomások
A vasútállomáshoz az alábbi állomások vannak a legközelebb: